# Enallagma novaehispaniae
Enallagma novaehispaniae is een libellensoort uit de familie van de waterjuffers (Coenagrionidae), onderorde juffers (Zygoptera).
De wetenschappelijke naam van de soort is voor het eerst geldig gepubliceerd in 1907 door Calvert.